# Tirso Cruz III
Tirso Silvano Cruz III (1 de abril de 1952, Manila), conocido artísticamente como Tirso Cruz III, es un cantante y actor filipino. Es uno de los artistas más famosos de su país, se dio a conocer en la Red televisiva de GMA. Tirso Cruz es pariente y tío de las famosas actrices y cantantes Sol Cruz, Donna Cruz, Sheryl Cruz, Ginebra Cruz y su sobrino es el actor Rayver Cruz. Su hijo es el actor Bodie Cruz. Tirso y su familia profesán la religión católica.

## Filmografía

### En televisión
- Ang Probinsyano
- Ikaw Lamang
- Paano Ba Ang Mangarap?
- Obra - coestrella
- Arsenio Rivera Sine Novela: Kaputol ng Isang Awit - Arsenio Rivera
- Zaido: Pulis Pangkalawakan - Ramiro, Kuuma Le-ar (voz)
- Lupin - Fundador "Duroy" de Dios Lupin - Fundador "Duroy" de Dios
- I Luv NY - Edward Young I Luv NY - Edward Young
- Etheria - Barkus Etheria - Barkus
- Daisy Siete
- Ikaw Ang Lahat Sa Akin Ang Ikaw Lahat Sa Akin
- Usted podría ser
- Sana Ay Ikaw Na Nga
- Kirara: Ano Kulay ng Ang Pag-ibig?
- Halik sa Apoy
- Valiente
- Guy y Pip Especial TV
- Pipwede
- Los cuatro niños

### Películas
- Subject: I Love You (2010)
- Desperadas
- MONAY
- Corazones Felices
- Mano Po 5: Gua Ai Di
- Ang Pamana
- Pacquiao: The Movie
- ¿Puede ser amor
- Minsan Pa
- Chavit
- Nympha
- Mano Po
- Dekada'70
- Ni Singsing Lola
- Diskarte
- Bugso
- Ni Bahay Lola
- El Debut
- Armado Abel Villarama: Armado
- Hiling
- Daniel Eskultor
- Ibulong Mo Sa Diyos 2
- Pag-ibig Ko Sa Iyo'y Totoo
- Laban Ko Ito, Walang Dapat Madamay
- Sino Si Inday Lucing?
- Ang TV Movie: El Adarna Aventura
- Hangga't mayo Hininga
- Isa, Dalawa, Takbo
- Sana Naman
- Inagaw Lahat Sa Akin
- Saan Ako Nagkamali (1995)
- Lagalag: La historia de Eddie Fernández (1994)
- Hindi pa Tapos Labada Darling (1994)
- Maestro Toribio: Sentensyador (1993)
- Sgt. Yanquiling (1993)
- Bala Katapat Ang Mo (1993)
- Sa Ka Lumuhod Lupa (1993)
- Lucio Margallo (1992)
- Beloy Montemayor (1992)
- Kahit Buhay Ko (1992)
- Chico Alyas Kano (1992)
- Amang Capulong - Anak ng Tondo II (1992)
- GANTI ng API (1992)
- Madonna, Babaeng Ahas (1991)
- Kailangan Kita (1991)
- Hanggang Kailan Ka Papatay (1990)
- Bilangan Ang Mo Bituin Sa Langit (1989)
- Balut Penoy
- Sana Mahalin Mo Ako
- I Can't Stop Loving You
- Hasta que nos volvamos a
- Mga Cuento Ni Lola Basyang
- Dile a Nora I Love Her
- Guy y Pip